# Ropa

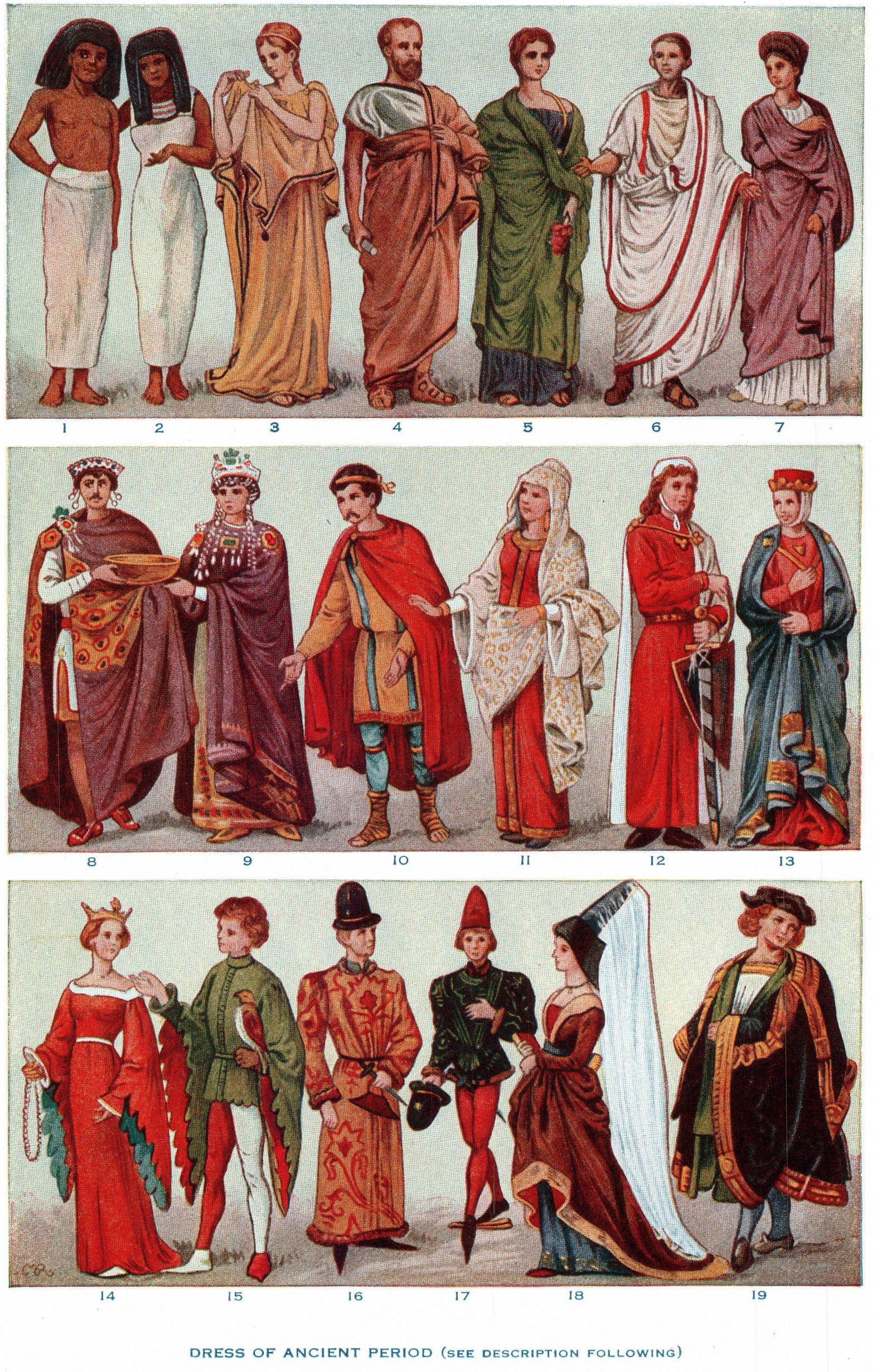
La ropa a lo largo de la historia. Se expone, desde arriba, la de egipcios, griegos antiguos, romanos, bizantinos, francos y europeos de los siglos al.

El término ropa (del gótico: raupa ‘botín’),(del germánico: raupjan ‘pelar, arrancar’), vestimenta (del latín: vestimentum, vestire) o indumentaria (del latín: indumentum, induĕre) es la denominación genérica que reciben las prendas y accesorios confeccionados a partir de tejidos textiles y de tejidos animales que los humanos usan para abrigar, cubrir, adornar, proteger y, en general, vestir el cuerpo. Las prendas no tienen que ser necesariamente visibles, caso de la ropa interior.
La ropa cumple variedad de propósitos: Proteger el cuerpo contra el exterior y contra factores que le puedan causar daño como los climas extremos, para hacer más cómodas actividades como el deporte, y muchos otros (para ver todas las utilidades de la ropa ver abajo). Todo tipo de complemento y accesorio también se considerada «ropa», puesto que son prendas que se usan en el cuerpo y cumplen alguna de las funciones anteriormente descritas.

El uso de la ropa se limita a los humanos, aunque exista ropa para mascotas, estos no la usan ni consciente ni voluntariamente, y el uso de vestimenta es una característica de todas las sociedades en el mundo. El contexto social y geográfico, el género con el que se identifican las personas y el tipo de cuerpo son los estamentos que generalmente dictaminan cuánta y qué tipo de ropa vestir. Igualmente la ropa es una norma social, y ser privado de ropa en público puede llegar a ser motivo de vergüenza para la gran mayoría de personas. En muchas partes del mundo no tapar con ropa los genitales, los glúteos y los senos en público se considera una exposición indecente y pueda llegar a ser penalizado (aunque existen muchas discordancias y excepciones).

## Utilidades de la ropa
La ropa sirve para protegerse del clima frío o cálido y cumple una función estética o de adorno.
- Frío: La ropa facilita la circulación del aire alrededor de la piel y evita por lo tanto el contacto del aire frío con la piel, evitando que esta se reseque.  Por otra parte, las fibras de los tejidos capturan aire y lo inmovilizan; este aire capturado tiene una mala conductividad térmica (este hecho también se explota en las ventanas de doble cristal).
- Sol intenso: Los tejidos claros evitan la radiación ultravioleta y las quemaduras en la piel, y por tanto protegen del calor.
- Precipitación (lluvia, nieve) etc: Algunos tejidos, llamados impermeables, impiden el contacto del agua con la piel. El agua de lluvia y similar (y por supuesto la nieve) al tener una temperatura más baja que la del cuerpo humano, le quitan calor cuando entran en contacto con él, lo que provoca en la persona un enfriamiento importante que, en los casos extremos o prolongados (hipotermia) puede hacer peligrar la vida.

## Materiales de confección de ropa

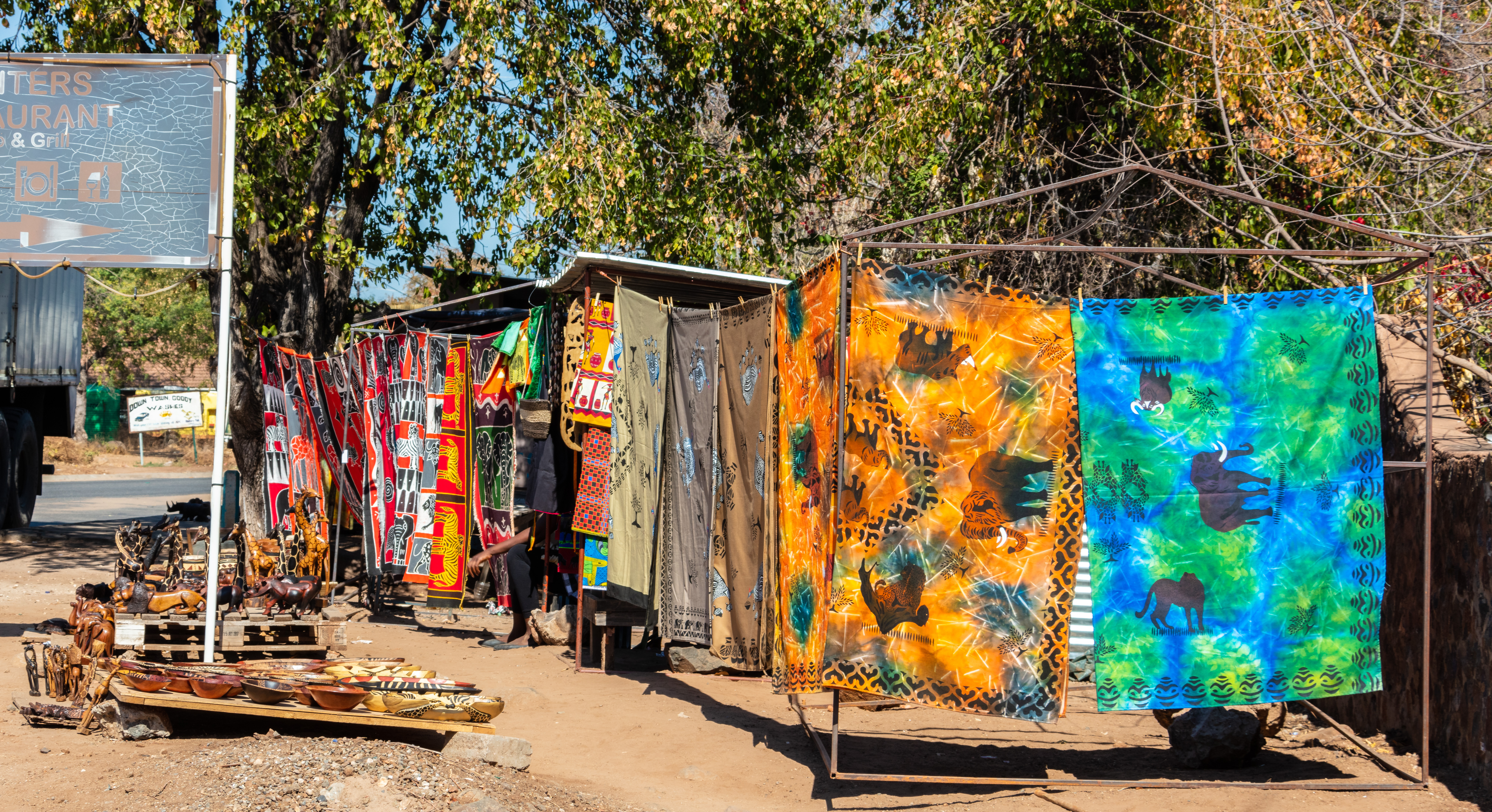
Comercio de ropa típica africana en Kasane, Botsuana.

Hay muchos materiales con los cuales se pueden confeccionar prendas de ropa. Se distingue entre materiales de origen natural y materiales sintéticos.
Entre los naturales se encuentran los de origen animal, como la seda, la lana (en especial para ropa estampada) o el cuero; y de origen vegetal como el algodón y el lino. Y entre los materiales sintéticos se encuentran por ejemplo, el poliéster, la licra o el nilón.

## Historia

### Orígenes y primeros usos

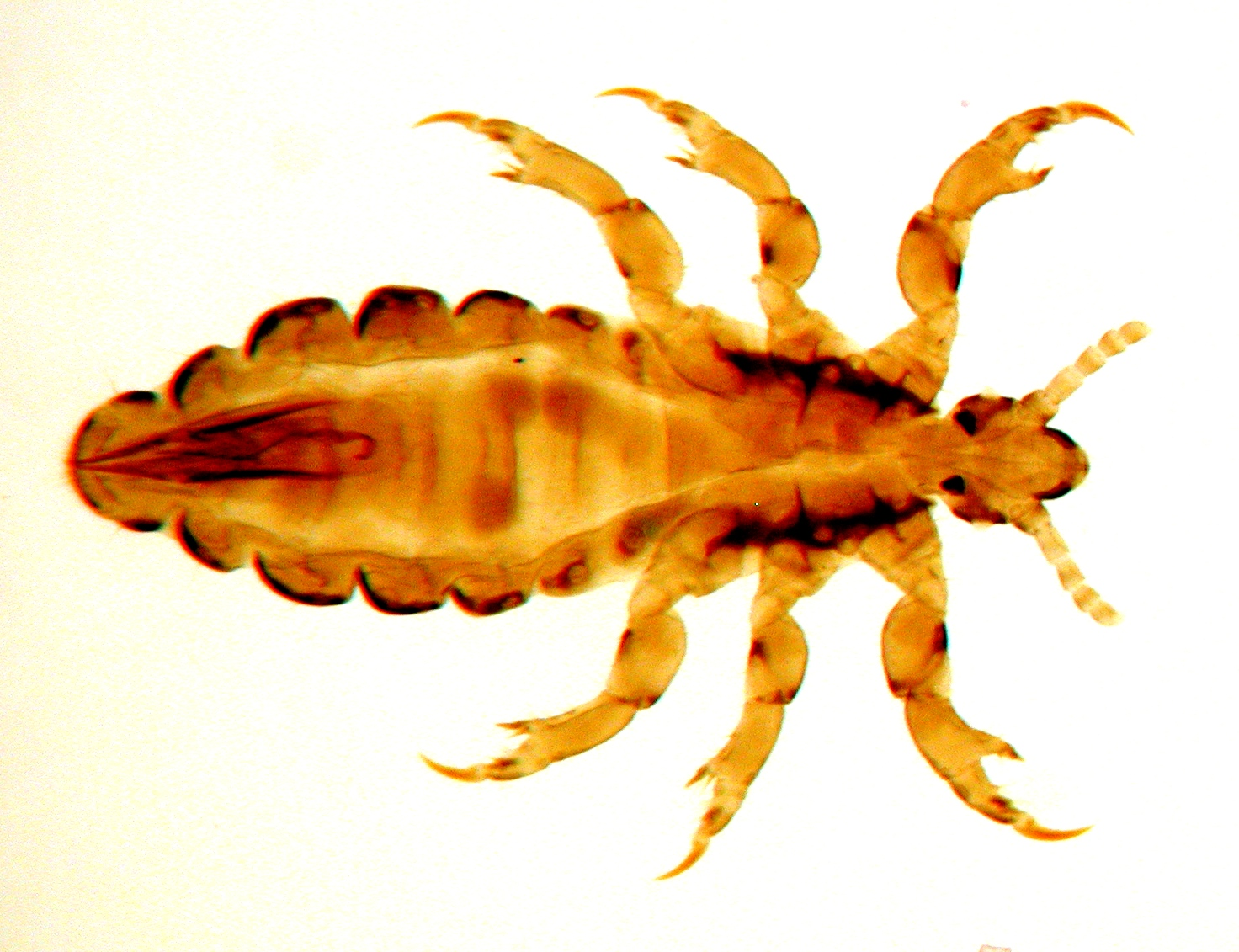
Pediculus humanus, el piojo humano se adaptó hace 70 000 años para lograr vivir en la ropa y no en la piel humana.

De acuerdo con arqueólogos y antropólogos, la ropa se origina por la necesidad de cubrir y proteger el cuerpo de elementos de la naturaleza como los climas helados que enfrentaron los primeros homínidos en eras glaciares. Es realmente difícil precisar en qué momento exacto de la historia el humano empieza a usar ropa, puesto que las primeras prendas de vestir se elaboraban a partir de materiales de muy rápida descomposición como lo son los tejidos de origen animal y el follaje por estos motivos no existe una evidencia 100 % verídica que indique en qué momento exacto de la historia se crea la ropa. Por tanto las estimaciones históricas acerca del origen de la ropa se hace por suposiciones lógico-científicas basadas en otras investigaciones y descubrimientos arqueológicos: Las primeras agujas ya existían hace 40 000 años, y ya eran usadas para la elaboración de ropa con un alto grado de complejidad, por tanto se saca la conclusión de que ya mucho antes se usaba ropa de elaboración más sencilla. La fecha aproximada del origen de la ropa es de hace 170 000 años. Esta suposición se basa en estudios realizados a los piojos del humano, los cuáles evolucionaron y se adaptaron para poder vivir en la ropa. El estudio de la cadena genética del piojo indicó que hace unos 70 000 años el piojo pasó de vivir en la piel para vivir en la ropa.  Estas opiniones e investigaciones son muy debatidas y ninguna es mundialmente aceptada.

### Prehistoria y Edad Antigua
Al término de la última glaciación aproximadamente en el 10000 a. C, el hombre tuvo muchos más espacios para habitar y comenzó a establecerse en poblaciones y asentamientos fijos. Debido a esto se vio un incremento de la densidad de población y por tanto los alimentos y productos derivados de la caza animal se vieron fuertemente agotados y debido a la necesidad de satisfacer la demanda alimenticia se inicia la práctica de la agricultura y la ganadería, la cual conllevó finalmente a la adopción de prácticas textiles como el cultivo del algodón y la esquila de ovinos para la obtención de lana. Estas serían las primeras bases de la técnica textil. Dependiendo de la ubicación geográfica las diversas poblaciones usaban distintas fibras textiles para la fabricación de sus vestimentas, sobre esto Rafael Ballester en Historia de la humanidad, escribió: 

«...Los únicos materiales de vestir conocidos por las antigüedad occidental eran la lana y el lino; el algodón, conocido en la India, Egipto, China y América precolombina, y la seda, conocida en china y la India hace más de tres mil años, no fueron traídos a Europa hasta principios de nuestra Era, y el secreto de la fabricación de la seda, guardado celosamente por los chinos, fue descubierto e introducido en Occidente en el siglo VI».

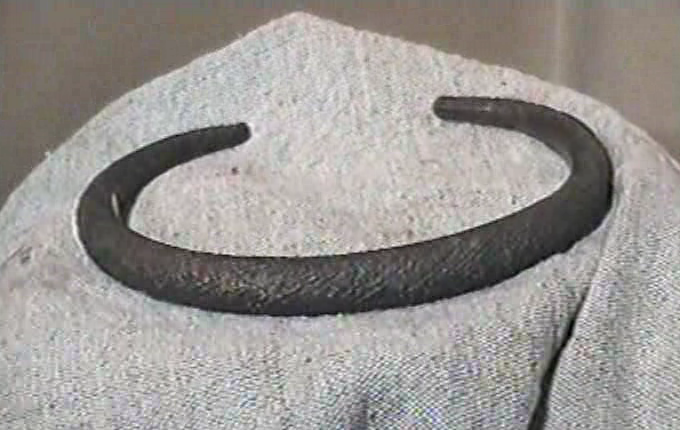
El torque es el collar rígido, de bronce, propio de la Edad de los Metales.

Los diferentes pueblos y civilizaciones ya establecidos empezaron a desarrollar su particular forma de vestir, y se empieza a usar la ropa con un carácter religioso y cultural. El periodo de transición conocido como neolítico fue una época de gran desarrollo textil, con la introducción de elementos como la técnica textil y el descubrimiento de nuevos procesos como el trabajo del cobre muchas de las culturas existentes hasta entonces mostraron un gran avance en la fabricación de ropa.

«Durante el período Neolítico se desarrolla la técnica textil, derivada de la cestería y del entretejido a mano, sin telar, de fibras largas.»... «Las culturas neolíticas desarrollaron, además de la agricultura y ganadería, el gusto por el adorno personal: narigueras que atraviesan el séptum nasal, collares de dientes o de placas de hueso o concha, brazaletes, etc.»

#### Antiguo Egipto

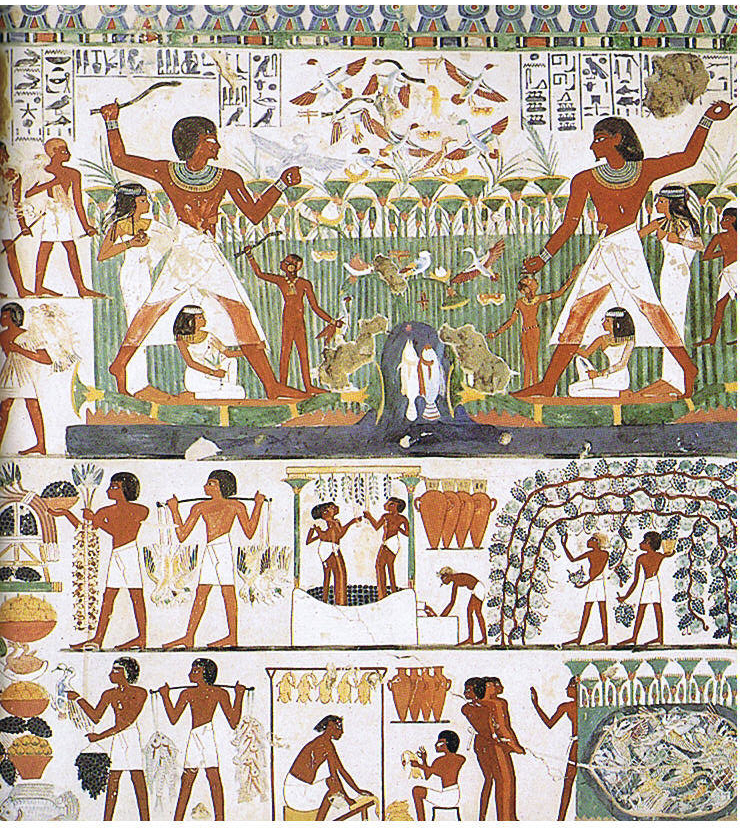
Representaciones egipcias en la tumba de Najt en las que se aprecia la ropa que se usaba en el Egipto antiguo.

La ropa fue de uso primordial en las clases altas del Egipto antiguo. Elaborada exclusivamente de fibras vegetales como el lino, junco, caña, palma y papiro, pero principalmente el lino. Las personas de condición modesta solían usar taparrabos de lino. La principal prenda de vestir masculina era el shenti, un estilo de falda pequeña de lino que rodeaba la cadera y se sujetaba a la misma con un cinturón. Hacia el 1580 a. C aparece la túnica la cual llamaban culasaris que junto al sush o manto se consideraba ropa exclusiva de faraones y de altos mandatarios. El vestido femenino consistía en una larga túnica, iba ceñida al cuerpo, la llamaban blusa. Las blusas de color blanco eran para mujeres del pueblo común, y las blusas
rojizas para las mujeres con algún grado de importancia, normalmente las blusas se decoraban con abundantes lazos de múltiples colores que pendían de la cintura. Posteriormente se añadieron nuevos estilos de ropa para las mujeres. Los faraones, reinas y altos mandatarios usaban los cubrecabezas a manera de distinción social, destaca el claft para los hombres. El claft del faraón era mucho más distintivo puesto que en la frente llevaba grabados los símbolos sagrados de la serpiente y el gavilán. La ropa militar egipcia no suponía grandes cambios con la ropa civil, durante mucho tiempo se componía del shenti adicionando un tipo de paño que colgaba de este. Más adelante en el Imperio Medio se refuerza con una especie de delantal fabricado con cuero.
El registro arqueológico más antiguo que se tiene de una prenda tejida es precisamente egipcia. Se trata del vestido de Tarkhan. Una prenda de vestir descubierta en el yacimiento arqueológico de Tarkhan por el egiptólogo William Flinders en el año 1912. Las últimas pruebas de radiocarbono realizadas a una muestra de esta vestimenta en la Universidad de Oxford establecieron que el vestido fue elaborado hace más de 5000 años, con una exactitud del 95% se estima que la prenda fue manufacturada aproximadamente entre los años 3482 y 3102 a. C. Este hallazgo posee una riqueza arqueológica incomparable, puesto que la gran mayoría de prendas antiguas elaboradas a partir de fibras vegetales no sobreviven al paso del tiempo ni a la descomposición.

#### Antigua Grecia

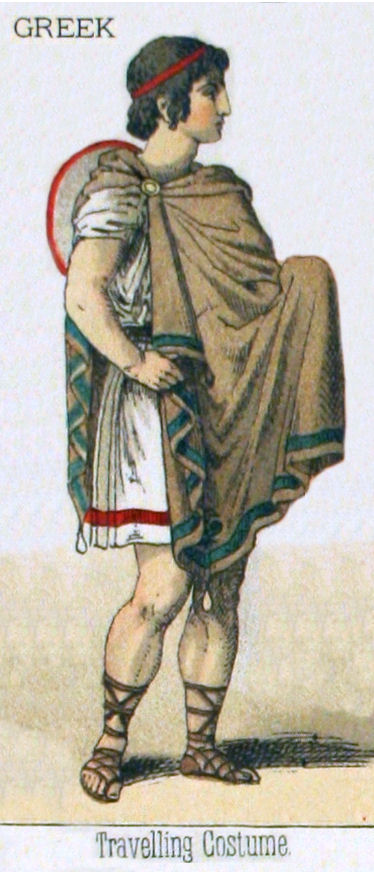
Ropa de viaje de la Grecia antigua, de la cual hacía parte el quitón, prenda típica de la Grecia antigua.

La ropa prehelénica se fabricaba en su mayoría de lino y lana. Las vestimentas griegas eran sencillas pero con su particular manera de fabricarlas lograron crear ropa bastante linda y llamativa. La ropa griega tenía la curiosidad de no presentar costuras, eran simples rectángulos de tela que se ataban a los hombros y se adherían a la cintura con un cinturón en especie de túnica. Habitualmente el torso masculino iba descubierto, menos en rituales o actos sagrados donde en ocasiones se usaban abrigos de piel de animal, y al igual que el torso la cabeza iba al desnudo, pero algunas personas solían usar un gorro de piel llamado pileo o un sombrero con las denominado petaso. La prenda de vestir típica, tanto masculina como femenina era el quitón, que consistía en una especie de tubo rectangular el cual se sujetaba a los hombros y a la parte superior de los brazos, los quitones caían hasta los tobillos, pero algunos pocos estilos más cortos eran usados por atletas y deportistas.
La ropa femenina, aparte del quitón, consistía en una falda de volantes sostenida por un cinturón y ajustada a la cadera, acompañada con un elegante y bello delantal. No se usaba ropa interior pero las mujeres utilizaban una faja o corpiño de tela para sujetar el pecho. Las vestiduras femeninas solían ser mucho más finas y delicadas en comparación a las masculinas, pero los verdaderos lujos de las mujeres consistían en sus joyas y peinados, inclusive usaban peines y hasta cabello postizo.
El uso de calzado era muy común, pero se solía usar solo fuera de casa. Este calzado denominado carbatine eran unas sandalias de cuero, que consistía en una simple pieza de cuero sujetada al pie con cordones. El uso de este calzado perduró hasta el 1000 d C.
La ropa militar era mucho más resistente y de materiales más fuertes, como corazas de cuero, escamas metálicas, cascos y polainas de bronce. Igualmente los militares no dejaban de lado el uso de las vestimentas típicas como el himation, incluso se dice que los militares llevaban a la guerra sus mejores prendas de vestir porque cabía la posibilidad de que murieran en batalla, por tanto llevaban lo más preciado que tenía en símbolo de buena suerte y fortuna.

#### Antigua Roma
Fabricada de lino y mayormente de lana, la ropa de la Roma antigua era peculiarmente sencilla. La prenda típica tanto para hombres como mujeres era la túnica. En la Roma antigua la ropa se clasificaba en dos tipos; la ropa interior llamada indumenta; y la exterior llamada amictus. Como prendas interiores se usaban vendas o paños para proteger el cuerpo del frío.

### Edad Media
La entrada de los pueblos germánicos en el Imperio romano transformó la vestimenta. Los jefes militares vestían a la romana cuando pasaban el pomoerium. Al guiar las tropas —en su mayoría, germanos— vestían bragas, a la manera de estos pueblos. Hubo adaptación de prendas de uno y otro lado, así los bárbaros usaron la túnica más corta que la romana para favorecer los movimientos. A través de escritos de Paulo Diácono, se sabe que la vestimenta de los lombardos era suelta y generalmente de lino, como solían llevarla los anglosajones, decorada con amplias orlas de tejido de diversos colores. Los zapatos eran abiertos casi hasta la extremidad del dedo mayor, sostenidos por medio de correas entrelazadas. 

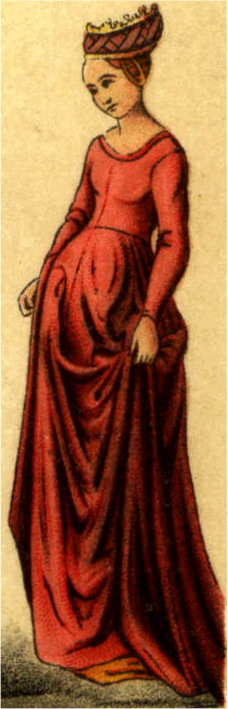
Dama de Flandes,

Generalmente, se conoce mejor la ropa usada por los príncipes. Así por ejemplo, de la apariencia de Carlomagno, su biógrafo Eginardo contaba que aquel llevaba la vestimenta nacional de los francos. Sobre el cuerpo, una camisa y un calzoncillo de tela de lino. Encima, una túnica bordada de seda y un pantalón corto, bandas alrededor de las piernas y los pies, y un chaleco de piel de nutria o de rata, protegiéndole las espaldas y el pecho. Solo en días de grandes fiestas se utilizaban piedras preciosas para adornarse como, por ejemplo, en accesorios como una espada. Los reyes bárbaros fueron llamados reges pelliti (reyes con pieles) ya que acostumbraban a usarlas. Tal vez, inicialmente fue por una cuestión climática y luego constituyó lujo y adorno. Poco después se empiezan a utilizar vestidos de cuero. Paulo Diácono menciona una vestimenta de piel de reno «en forma de túnica larga hasta las rodillas». El vestido femenino consistía, de ordinario, también en una túnica larga hasta los pies, sobre ésta se colocaba la stola, y para salir se usaba la palla, gran sobreveste con borde con la cual se podía cubrir la cabeza. 

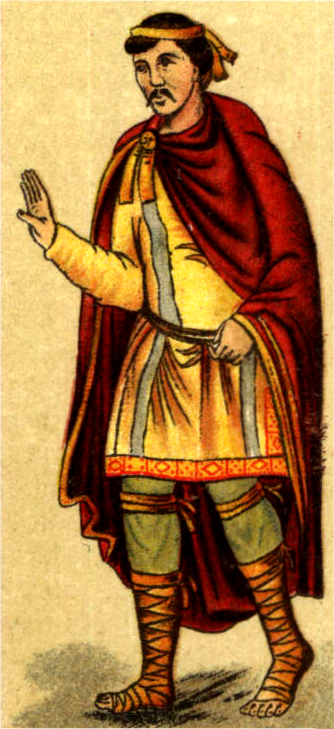
Noble franco

Los mantos se tomaban con fíbulas de metales preciosos que llevaban piedras incrustadas. Debajo de la ropa exterior, las mujeres llevaban una túnica de lino y la fascia, una especie de venda para sostener el pecho. En el siglo XIV, el vestido femenino era amplio en el pecho para mostrar la mayor parte de su cuerpo y muy estrecho en la cintura. Se usaban mangas de formas diferentes y largas colas que se arrastraban por tierra. Los zapatos, a veces adornados con armiño eran en su mayoría de punta cortada y aún se utilizaban sandalias sólo para calzar la planta del pie. Los collares, broches y anillos se volvieron más extravagantes, curiosos y preciosos. Debido a la ostentación y gasto exagerados, las autoridades intentaron poner freno a la situación.
En 1365, Bolonia compiló un estatuto por el cual ciertos elementos de lujo solo podían ser llevados por personas de una determinada condición. Así por ejemplo en Venecia, solo la dogaresa y sus hijas podían usar perlas, uso limitado al período en que el dogo ejerciera el cargo. El uso de pieles también fue pautado, en particular pieles caras. Sin duda en todo lo referente a la vestimenta, la moda y las actividades de producción de determinados lugares, tuvieron gran importancia. La importación o la producción local representaron factores esenciales en determinadas vestimentas, así como la pretensión de distinguirse de los demás, la necesidad de acercarse a grupos superiores dentro de la escala social o la influencia en centros de poder.

### Renacimiento
El Renacimiento supuso un florecimiento cultural inmenso.
La industria textil estaba fuertemente ligada a la burguesía, por lo que desde ese momento existió una moda exclusiva para las clases medias.
El pañuelo fue el objeto que delimitó las clases sociales de la época. El único sector que podía usarlo por ley era la nobleza.
La moda empezó a adquirir mayor importancia, y llegó a ser una preocupación de la adinerada burguesía. Las prendas empezaron a considerarse una inversión, por lo que se dedicó tiempo a su mantenimiento y reparación. El uso de camisa, jubón y justillo, por parte de los hombres, y el uso de vestidos o faldas, por parte de las mujeres, se volvió una constante hasta el siglo XVII.
La moda inició en esta época pues la vestimenta pierde su carácter universal y cada nación quiso diferenciarse del resto, así que se ingeniaron detalles únicos y diferentes, al mismo tiempo que la vestimenta se volvió el símbolo de la riqueza y de poder. La ropa de esta época se puede caracterizar bajo la influencia de los países como Francia, Italia, España e Inglaterra.

#### Francia

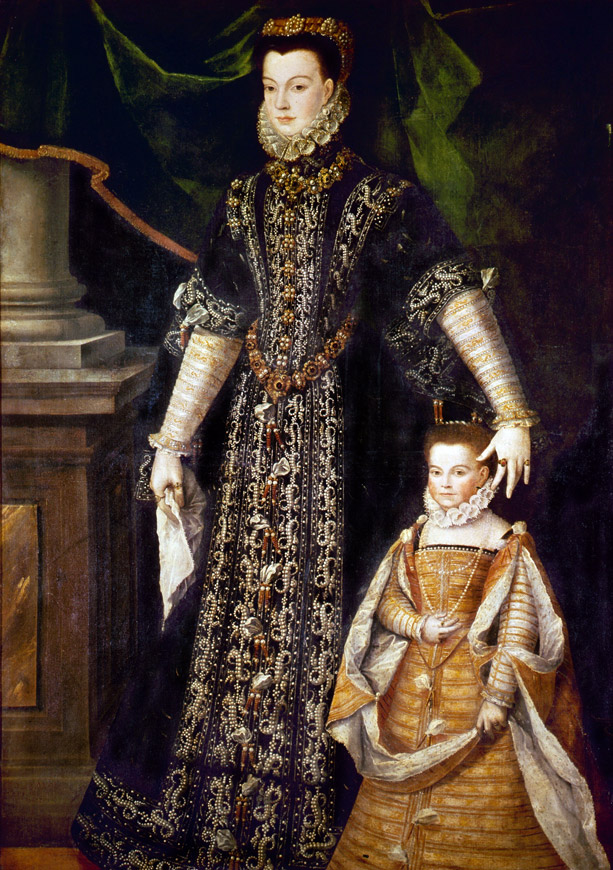
Retrato de Diane d'Andouins y su hija. Siglo XVI

La moda del traje italiano tuvo mucha influencia en la moda francesa.
El vestido durante el siglo XV posee el mismo corte; se llevaba encima de una camisa y corsé, el cual sufre una transformación y se abría en forma de triángulo mostrando la camisa. Se llevaba un velo elaborado con terciopelo o seda el cual era adornado con orfebrería y bordados, este velo recibió el nombre de touret.
El escote en ese momento siguió siendo cuadrado, el mismo que fue cubierto a mediados del siglo XVI con una «gorguera» adornada con tejidos de perlas. A la gorguera se le sumó el cuello alzado, adornado con encajes voluminosos, a este tipo de cuello más adelante se le llamó «Médicis». Las pieles son de uso frecuente como forro. La influencia de las modas italianas con las francesas fue resultado de la influencia de Carlos VIII y Francisco I en la corte.

#### España

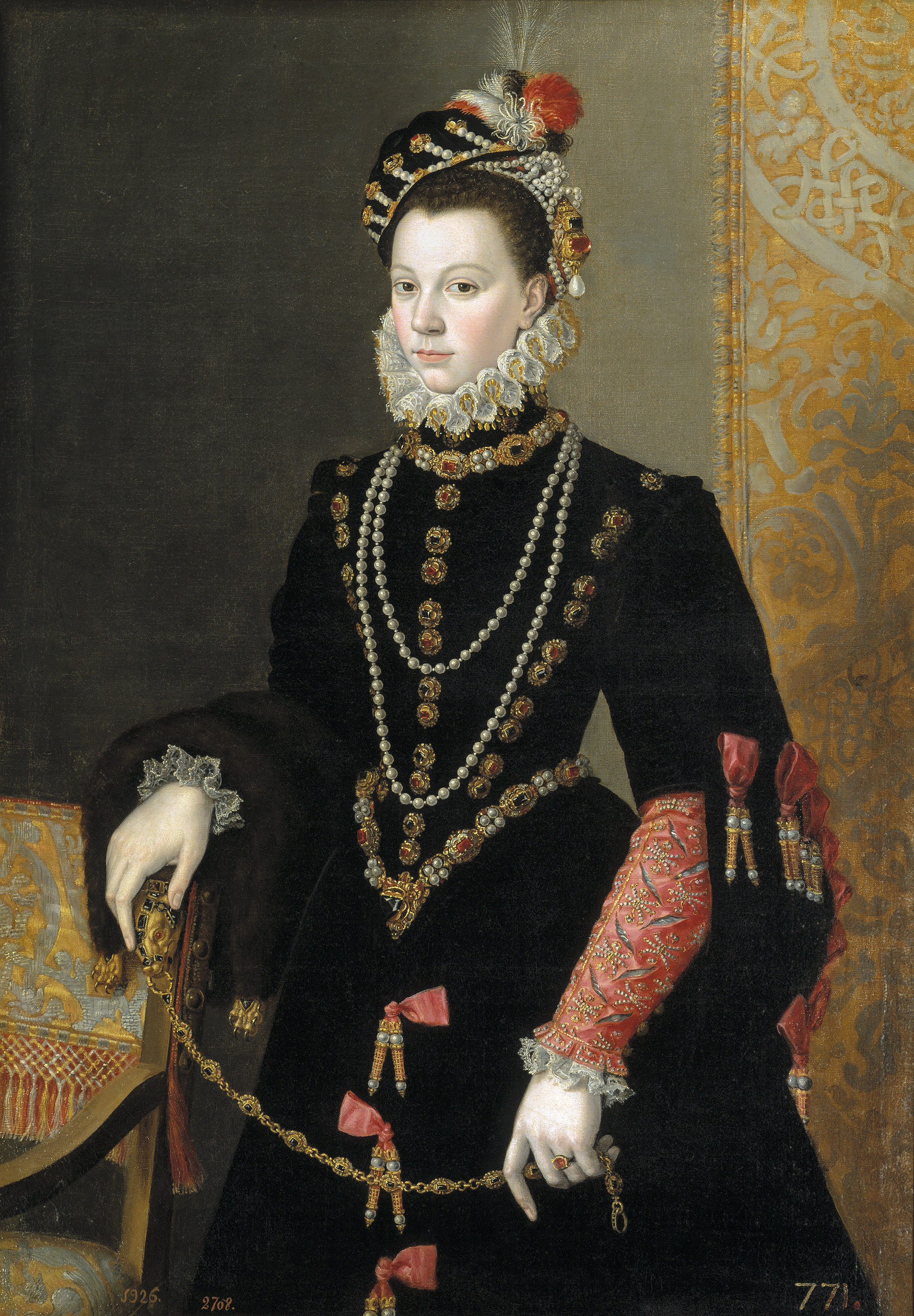
Isabel de Valois, atribuido a Sofonisba Anguissola

La moda española tuvo su auge a partir de 1525 después de Francisco I y bajo el reinado de Enrique II en Francia.
La forma del busto en esta época fue robusta, escotada y abrochada: lo que provoca que las mangas se confundan con la forma de un jubón masculino. El vestido tuvo una forma extendida desde abajo hasta arriba, con las mangas voluminosas que se cerraban en la parte de la muñeca. En la parte inferior la mujer llevaba un verdugado muy parecido al francés pero tan abundante y ancho que se tuvieron que crear sillas especiales para que la mujer pudiese sentarse.

#### Inglaterra

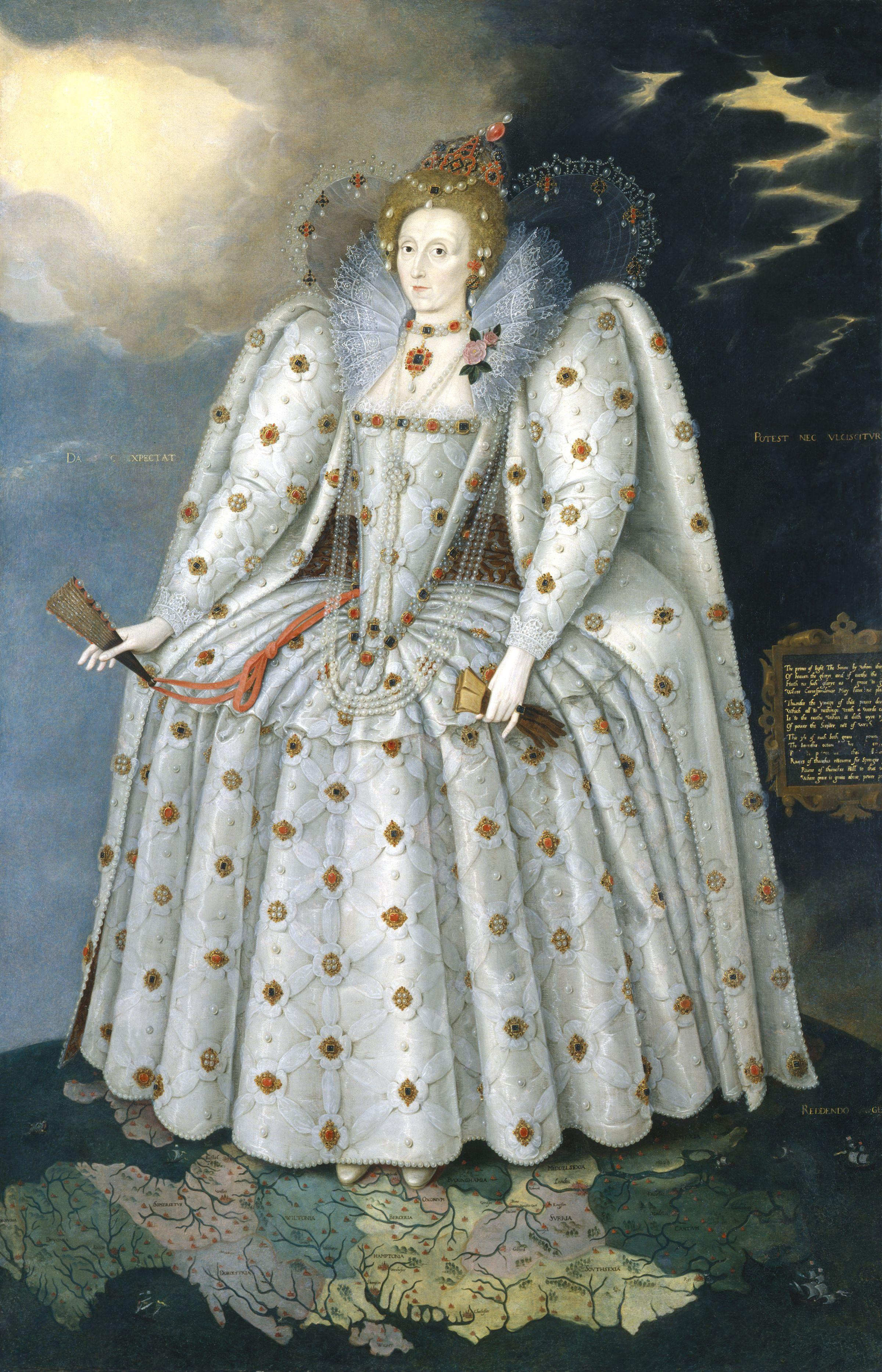
Isabel I de Inglaterra, c. 1592

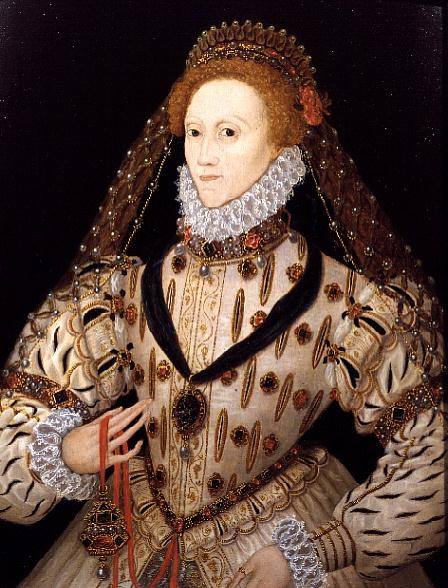
Isabel I de Inglaterra, c. 1600

A partir del siglo XVI en toda Europa Occidental como en Inglaterra, el modo de la vestimenta siguió vigente como se llevaba en la Edad Media, pero con algunos cambios que se asemejaban al traje moderno.
Las mujeres inglesas vistieron bajo esta influencia, sobre todo con el reinado de las primeras dos Tudor; María I e Isabel I, sin embargo, gracias al crecimiento de la industria textil, estos vestidos adquirieron influencias extranjeras; el vestido presentó un escote cuadrado con mangas largas estrechas, que se complementa con un tocado. 
En los tiempos de Isabel I y Jaime I los vestidos se convirtieron a colores más sobrios y menos henchidos; una tendencia hacia la rigidez y hacia lo ceremonismo. Acostumbraron a usar cuellos largos rizados. La variedad de estos diseños de cuello fue mucho mayor en Inglaterra. Después los cuellos elegantes caídos sustituyeron a los cuellos rizados a finales del siglo XVI.

#### Italia
La moda italiana en el siglo XV fue influenciada por la moda española. No se permitieron los escotes exagerados en los vestidos. 